# Trans muškarac
Transrodni muškarac ili trans muškarac jeste osoba kojoj je prilikom rođenja pripisan ženski pol, ali koja taj pol smatra nekompatibilnim sa svojim rodnim identitetom i sebe doživljava i izražava se kao muškarac. Neki trans muškarci prolaze kroz tranzicioni proces usaglašavanja svojih polnih karakteristika sa svojim rodom.

## Tranzicija kod trans muškaraca
Polna tranzicija obuhvata period od stalnog života u ženskoj rodnoj ulozi do stalnog života u muškoj rodnoj ulozi. Pored psihološke pripreme za život u rodnoj ulozi muškarca, mnogi trans muškarci se podvrgavaju testosteronskoj terapiji, koja im do neke mere omogućuje maskulizaciju tela, kao i nizu hirurških zahvata, kao što su mastektomija, uklanjanje ženskih i oblikovanje muških grudi, histerektomija, uklanjanje unutrašnjih ženskih polnih organa – materice, a neki se podvrgavaju i faloplastici i sličnim operacijama, koje za cilj imaju konstruisanje muškog polnog organa. Zbog rizičnosti ove operacije, mnogi transmuškarci se ne odlučuju na konstrukciju genitalija.

## Seksualna orijentacija
Seksualna orijentacija trans muškaraca varira, mada zbog nedostataka pouzdanih naučnih podataka, nije moguće reći koliko i na koji način. Kalkuliše se dostupnim podacima da jedna trećina trans muškaraca sebe identifikuje kao gejeve, dok je jedna trećina strejt i ima emocionalno-seksualne odnose sa ženama. Ostali se izjašnjavaju kao biseksualni, panseksualni, omniseksualni ili aseksualni.

## Spoljašnje veze
- FTM International
- Why Don't you Tell Them I'm a Boy Article on raising a gender non-conforming child by Florence Dillon. A mother's experience raising a transgender (FTM) son.